# گسولین گاس
گَسولین گاس (انگلیسی: Gasoline Gus) یک فیلم صامت کمدی به کارگردانی جیمز کروز است که در سال ۱۹۲۱ منتشر شد. نسخه‌هایی از فیلم در گاسفیلمافوند روسیه و «سینماتوگرافیک بلژیک» موجود است.

## گزیدهٔ بازیگران
- راسکو آرباکل
- لی‌لا لی
- چارلز استانتون اوگل
- تئودور لورچ
- ویلتون تیلور
- فرد هانتلی